# Niederliegendes Fingerkraut
Das Niederliegende Fingerkraut (Potentilla anglica agg.) gehört zur Pflanzengattung Fingerkräuter (Potentilla) innerhalb der Familie Rosengewächse (Rosaceae). Sie ist im engeren Sinne (s. str.) eine artgewordene Hybride der Blutwurz (Potentilla erecta) und des Kriechenden Fingerkrauts (Potentilla reptans). Im weiteren Sinne (s. l.) umfasst diese Gruppe auch die sterile Hybride dieser beiden Fingerkraut-Arten Potentilla ×mixta Nolte.

## Beschreibung

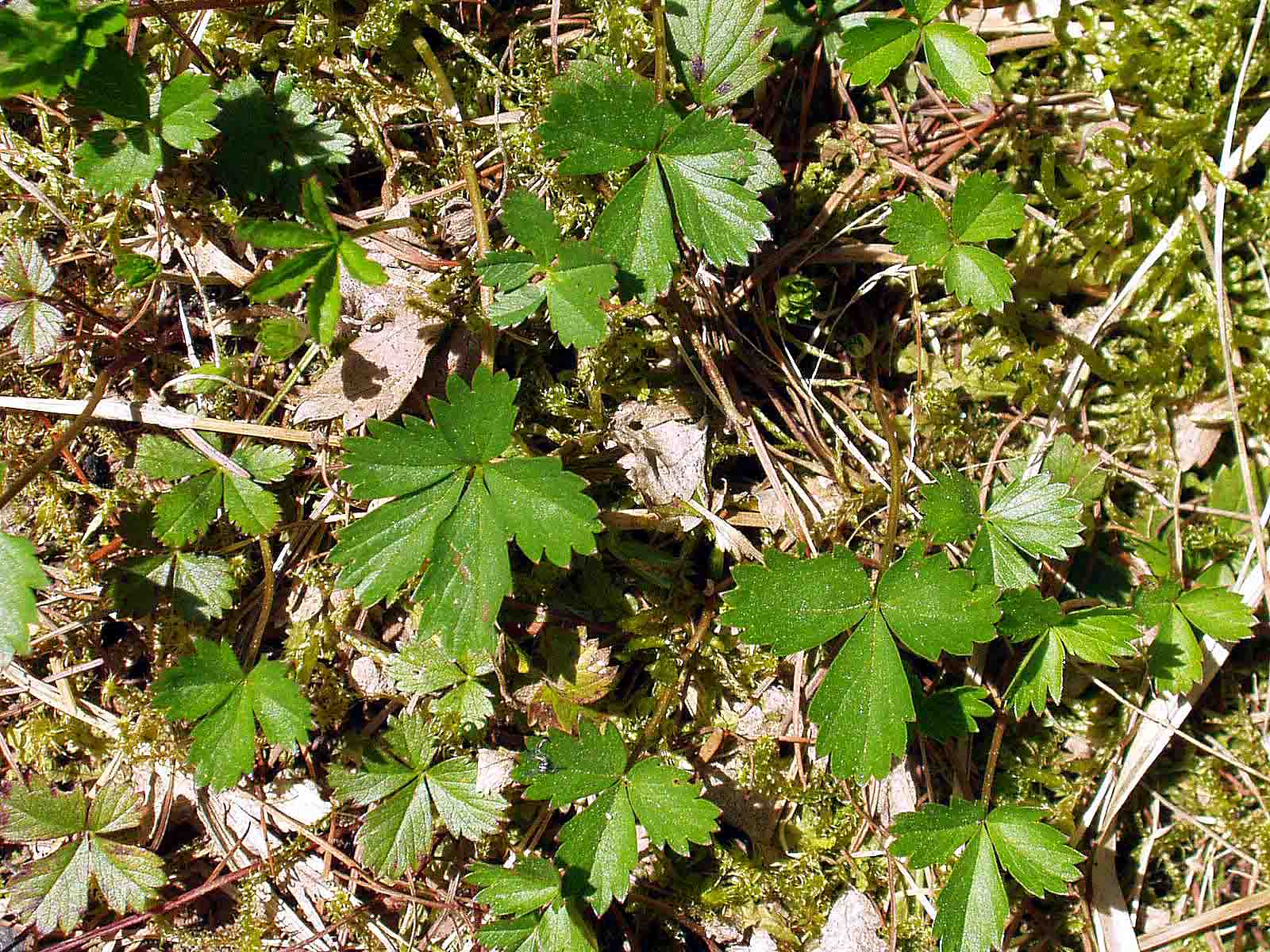
Langestielte, gefingerte Laubblätter

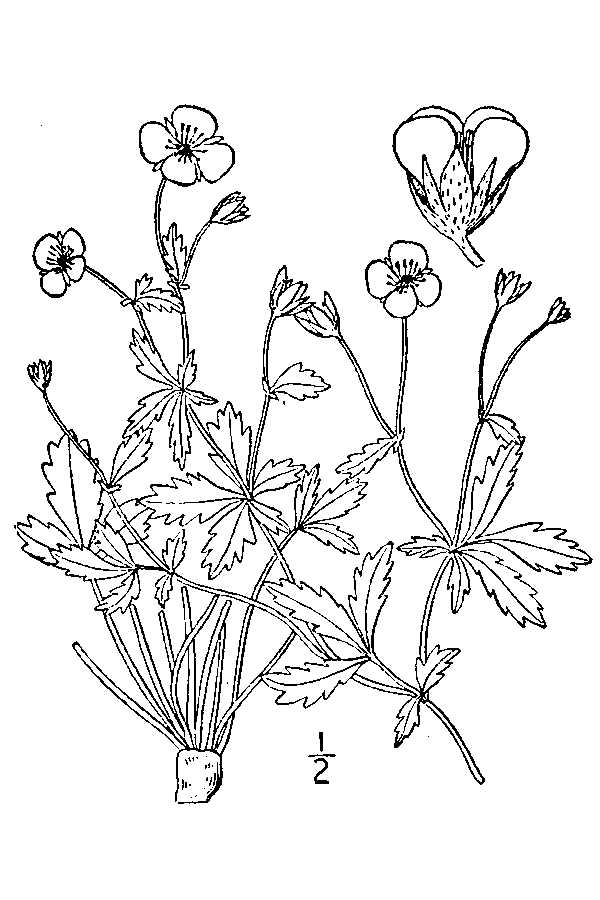
Illustration der Pflanzenteile

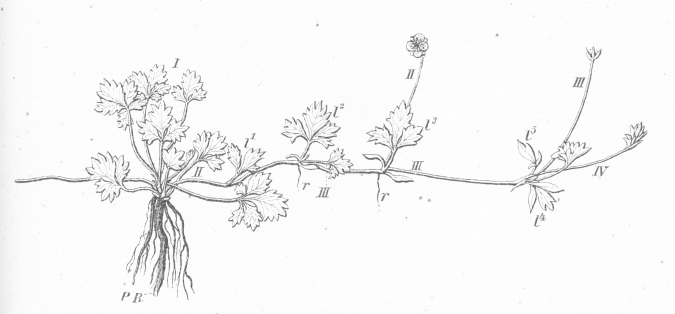
Illustration des Habitus

Die Vertreter dieser Sammelart stehen in den Merkmalen zwischen Potentilla erecta und Potentilla reptans. Sie wachsen als überwinternde, grüne, ausdauernde krautige Pflanzen. Das bis 1 cm dicke Rhizom entwickelt mehrere, ausläuferartige, niederliegende, 20 bis 70 cm lange Blütenstängel, die sich ab dem Sommer an den Knoten bewurzeln können. Die grundständigen Laubblätter sind drei- bis fünfzählig gefingert und langgestielt. Die Blättchen sind bei einer Länge von bis zu 4 cm verkehrt-eiförmig und mit vier bis sieben Zähnen beiderseits versehen. Die Stängelblätter sind ähnlich, aber kurzgestielt und kleiner. 
Die Blüten stehen einzeln in den Blattachseln oder zu wenigen in zymösen Blütenständen. Die zwittrigen Blüten sind vier- oder fünfzählig und bei einem Durchmesser von 14 bis 18 mm radiärsymmetrisch. Die Kronblätter sind gelb.

### Sonstige Merkmale und Unterscheidung der Hybriden
Ein sicheres Unterscheidungsmerkmal zwischen Potentilla anglica (s. str.) und Potentilla ×mixta ist die Samenfertilität von Potentilla anglica (s. str.). Er ist ein erbkonstanter Bastard mit 2n = 56 Chromosomen und wurde verschiedentlich auch experimentell erzeugt. Der abgebildete Herbarbeleg ist vermutlich steril, was auf Potentilla ×mixta hinweisen könnte. Dies ist jedoch kein eindeutiger Nachweis für diese Hybride. Insgesamt können nur zytologische Untersuchungen die letzte Gewissheit über die Zugehörigkeiten bringen.
Die Chromosomenzahl beträgt 2n = 56.

## Ökologie
Die Vertreter von Potentilla anglica agg. sind Hemikryptophyten.
Es erfolgt Insektenbestäubung.

## Vorkommen
Potentilla anglica agg.  kommt vor allem in West- und Mitteleuropa vor und wird dem subatlantischen Florenelement zugeordnet.
In Österreich und der Schweiz kommt Potentilla anglica agg. offenbar selten vor.
Das Niederliegende Fingerkraut ist in Deutschland vor allem in Nord- und Ostdeutschland häufiger zu finden. Da Potentilla anglica (s. str.) morphologisch nicht von Potentilla ×mixta oder aber von Rückkreuzungen mit den Elternarten zu unterscheiden ist, sind differenzierte Verbreitungsangaben derzeit kaum möglich.
Potentilla anglica agg. hat die gleichen Standortansprüche wie Potentilla erecta bzw. Potentilla reptans.